# Gustave Asselbergs
Gustave Asselbergs (Amsterdam, 5 september 1938 – Nijmegen, 4 augustus 1967) was een Nederlands schilder en beeldhouwer in de moderne kunst. Zijn bekendste werken zijn combinaties van schilderijen met collages van foto's en alledaagse voorwerpen.

## Biografie
Gustave Johan Willem Anton Asselbergs, werd geboren in Amsterdam als zoon van Wilhelmus Johannes Maria Antonius Asselbergs (bekend als de dichter Anton van Duinkerken) en Leonie Judith Anna Arnolds. In 1952 verhuisde het gezin naar Nijmegen.
Asselbergs ging naar het Dominicus College en studeerde daarna aan het Instituut voor Kunstnijverheidsonderwijs. In 1961 exposeerde hij in het Stedelijk Museum Amsterdam, hij won een Koninklijke Subsidie en in 1966 verwierf hij de prestigieuze Harkness-beurs waardoor hij twee jaar in New York kon werken. In New York bleek Asselbergs een hersentumor te hebben.
Hij keerde terug naar Nijmegen waar hij op 4 augustus 1967 overleed in het Radboudziekenhuis. Asselbergs was getrouwd en had een dochter.

## Werk
Ondanks de korte periode waarin hij actief was liet Asselbergs een groot oeuvre na van doeken, tekeningen en collages. Zijn maatschappelijke betrokkenheid vormde de belangrijkste inspiratie voor zijn werk, waar actuele themas als politiek, de oorlog in Vietnam, ruimtevaart, literatuur en film blijven terugkeren.
Vanaf 1963 werkte hij aan een project dat hij het 'beeldalfabet' noemde: een verzameling van beelden en symbolen die samen een groep van negen vierkanten konden vullen. Deze vierkanten konden naar believen ingevuld worden met symbolen en beelden om zo een universele beeldtaal te vormen. Door zijn vroege dood is dit project onvoltooid gebleven.

## Tentoonstellingen
- 1962: Nato Galerie, Parijs
- 1964, 1965 en 1966: Galerie 845, Amsterdam
- 1964: New Vision Centre, London
- 1964: Biénnale Visie, Kortrijk
- 1966: Galerie de la Madeleine, Brussel
- 1966: Stedelijk Museum Amsterdam
- 1993: Commanderie van Sint Jan, Nijmegen: ‘Gustave Asselbergs en de Pop-Art in Nederland.[3]